# Pannello di controllo (web hosting)
Il Pannello di controllo per il web hosting è un'interfaccia grafica che facilita la gestione di un server Web.

## Cos'è e a cosa serve
Strumento di amministrazione di webserver, siti web, servizi web, blog ed altro.
Permettono di gestire in modo visuale le principali funzioni di amministrazione del servizio che, diversamente, andrebbero configurate via terminale di comando. Rendono quindi molto più semplice ogni modifica e/o configurazione specifica che sia necessario effettuare, sia per siti singoli che per multisiti e servizi web.
Tali software sono nati in tempi recenti, da quando cioè è stata data la possibilità ad utenti con poche conoscenze informatiche, di gestire il proprio sito web, il blog o in generale servizi Web. I tre principali, oltre che i più diffusi, sono attualmente cPanel, DirectAdmin e Plesk, che - seppur con qualche differenza nell'interfaccia grafica - sono del tutto equivalenti 
I servizi di hosting sempre di più includono le funzioni base per la gestione dei file nel sito, per la gestione dei database e spesso anche l'inserimento di banner pubblicitari nelle pagine del sito. Altri servizi aggiuntivi possono essere:
- Foto Album
- Upgrade (aggiungere spazi, database, ecc.)
- Statistiche
- Newsletter

A seconda dell'hosting, cambiano i metodi di aggiunta dei servizi, ad esempio, possono essere gratuiti o a pagamento. A volte, l'hosting permette di attivare diverse funzioni utilizzando dei crediti virtuali, che si possono guadagnare aggiungendo banner sul sito o offrendo alla comunità dell'hosting un aiuto oppure donandole una piccola somma di denaro, un esempio di questi è Altervista.

## Esempi
Un esempio è per il Mysql lo script PhpMyAdmin.